# Harpalus peritus
Harpalus peritus är en skalbaggsart som beskrevs av Thomas Casey. Harpalus peritus ingår i släktet Harpalus och familjen jordlöpare. Inga underarter finns listade i Catalogue of Life.